# Ich bin Nummer Vier
Ich bin Nummer Vier ist ein US-amerikanischer Action-Thriller aus dem Jahr 2011, der auf dem gleichnamigen Roman von Pittacus Lore, einem gemeinsamen Pseudonym der beiden Schriftsteller James Frey und Jobie Hughes, basiert. Der Film kam am 17. März 2011 in die deutschen Kinos.

## Handlung
Nummer Vier ist ein Alien, der zusammen mit acht weiteren Kindern vom Planeten Lorien auf die Erde geschickt wurde, um der Invasionsarmee der Mogadori, die ihren Heimatplaneten zerstörten, zu entkommen. Er wird von Henri, seinem Wächter, beschützt. Seine mit zunehmendem Alter zunehmenden Superkräfte zeigen sich in erhöhter Schnelligkeit, Beweglichkeit, Kraft, Telekinese und dem Generieren von Energieblitzen in seinen Händen sowie Hitzebeständigkeit.
Die Mogadori, angeführt von ihrem Kommandanten, reisen zur Erde, um die neun Jugendlichen zu suchen und zu eliminieren. Allerdings können diese nur in einer bestimmten Reihenfolge getötet werden und halten sich verstreut über die ganze Erde auf. Nachdem Nummer Drei ausgelöscht wurde, fliehen Nummer Vier und Henri, um nicht entdeckt zu werden, aus Florida nach Paradise, Ohio. Dort fälscht Henri Dokumente für Nummer Vier, in denen er John Smith heißt, er soll aber erstmal untertauchen. Doch John will sich nicht verstecken und besucht die örtliche Schule, wo er sich schon bald mit Sam anfreundet, dessen Vater sich für Außerirdische interessierte, jedoch bei den Nachforschungen nach ihnen verschwand. Außerdem verliebt er sich in seine Mitschülerin und Amateurfotografin Sarah. Deren Exfreund, der Sportler Mark, fängt an, John und Sam zu tyrannisieren.
Da Mark annimmt, John und Sarah seien ein Liebespaar, überfallen seine Freunde die beiden während eines Frühlingsfestes bei einer Geisterbahnfahrt durch den Wald und versuchen, John zusammenzuschlagen. Dieser nutzt seine Superkräfte, um sich und Sarah zu retten. John bricht Mark dabei fast den Arm. John bringt Sarah nach Hause und die beiden küssen sich vor ihrer Haustür.
Sam war Zeuge des Ereignisses im Wald und John muss ihm daraufhin die wahre Geschichte seiner Herkunft erklären. Sam hat schon seit seiner Kindheit geahnt, dass es Außerirdische gibt und sein Vater mit seinen Theorien richtig lag.
Kurz darauf untersucht Marks Vater, der örtliche Sheriff, den Vorfall und befragt Henri nach Johns Verwicklung darin. Mark streitet jede Verwicklung in die Schlägerei im Wald ab. Doch es gibt ein Video, das John bei dem Zwischenfall zeigt. Henri will daher mit John sofort wieder weiterziehen. Allerdings weigert sich John, schon wieder zu übersiedeln, da er sich in Sarah verliebt hat. Lorianer verlieben sich nur einmal im Leben und bleiben ein Leben lang miteinander verbunden. Daraufhin gibt Henri ihm einen Tag Zeit, sich zu verabschieden. Doch als Henri versucht, das Video zu löschen, wird er entführt.
Die Mogadori, die auf der  Suche nach Nummer Vier bereits in der Gegend sind, haben zwei Verschwörungstheoretiker dazu angestiftet, Henri gefangen zu nehmen. John verständigt Sam und dieser bringt ihn zu dem Haus, in dem Henri gefangengehalten wird. John schickt Sam zurück, doch dieser wird aufgegriffen und zu dem Haus zurückgebracht.
Als sie versuchen, Henri zu retten, werden sie von den  Mogadori angegriffen, können sie aber zurückschlagen. Aus dem Haus nehmen sie einige Artefakte mit, darunter auch einen blauen Stein, mit dem man andere Lorianer lokalisieren kann. Kurz bevor sie flüchten können, wird Henri tödlich verletzt und stirbt. Die Mogadori stellen fest, dass die wertvollen Artefakte fehlen und töten die beiden Verschwörungstheoretiker, die ihnen nicht mehr nützlich sein können. Die Morde werden John und Henri in die Schuhe geschoben.
Sam ist ebenfalls im Besitz eines blauen Steins, den einst sein Vater besaß und den er bei seinem Verschwinden zurückgelassen hatte. Sam hofft, mit Hilfe von John seinen Vater wiederzufinden. Er fährt nach Hause, um den Stein zu holen, während John Sarah erklären will, dass er sie verlassen müsse. Er findet sie auf einer Party, wo Mark ihn sieht und seinem Vater Bescheid gibt. John muss seine Kräfte nutzen, um aus dieser Situation zu entfliehen, wodurch er Sarah offenbart, wer er wirklich ist. Zusammen mit Sarah flieht er in den Wald und versteckt sich schließlich mit ihr im Schulgebäude.
Unterdessen erreichen die Mogadori Paradise und blockieren den Wagen des Sheriffs und seines Sohnes. Der Kommandant verletzt den Vater und zwingt Mark, ihn zu Nummer Vier zu führen. Sam warnt John, doch als dieser mit Sarah die Schule verlassen will, treffen die Mogadori mit Mark dort ein.
Unerwartet schaltet sich die weibliche Nummer Sechs in den Kampf ein. Durch die Nachrichtenmeldungen hat sie erfahren, wo sich John aufhält, und will sich dessen Kampf anschließen. Nach der Ermordung ihrer Wächterin hatte sie sich dazu entschlossen, lieber gegen die Mogadori anzutreten, anstatt erneut wegzulaufen. Inzwischen ist auch Sam in der Schule eingetroffen und berichtet, dass er von Monstern angegriffen worden ist. Auch Johns Hündchen, das ihm nach der Ankunft in Paradise zugelaufen war, habe sich in ein Monster verwandelt. John und Nummer Sechs, die sich Shakira nennt, können die in die Schule eindringenden Monster erledigen. Johns Hündchen ist eine Chimäre, die zu seinem Schutz von Johns Heimatplaneten auf die Erde gesandt wurde. Nachdem die Chimäre ebenfalls ein Monster erledigt hat, verwandelt sie sich wieder in ein Hündchen. Zusammen schaffen es John und Nummer Sechs, auch die Soldaten der Mogadori zu besiegen. Schließlich kommt es im Stadion der Schule zum Kampf zwischen Nummer Vier und Nummer Sechs und dem Kommandanten, der mit dessen Tod endet.
Am nächsten Tag setzen John und Nummer Sechs die blauen Steine zusammen. Dadurch können sie die restlichen vier Lorianer lokalisieren. Sie beschließen, sich mit ihnen zu vereinigen, Sams Vater zu finden und die Erde vor den Mogadori zu beschützen. Der geläuterte Mark, der die Polizei unterdessen auf eine falsche Fährte gelockt hat, und Sarah, der John verspricht, bald zurückzukehren, bleiben in Paradise.

## Kritik
Die Resonanz des Films zeigt eine unterschiedliche Wahrnehmung zwischen Filmkritikern und breitem Publikum. Während Rotten Tomatoes bei 167 Rezensionen lediglich 32 % Prozent als positiv bewertete zählte, bewerteten den Film von 100.000 Zuschauern 57 % positiv. Metacritic dokumentierte im Durchschnitt eine Bewertung von 36 % bei 30 professionellen Filmrezensionen. Für Roger Ebert, den bekannten Filmkritiker, ist dieses Phänomen ein Rätsel. Er bezeichnet den Film als „schamlos und unnötig“ und fragt sich, „warum das Publikum es genieße, langwierige Szenen voller sinnloser Action zu sehen“.

„Der Grundkonflikt – Einsamkeit und Konformitätsdruck in der Pubertät – bietet nur Stereotypen, die mystische Science-Fiction-Gegenwelt ist lustlos zusammengeklaut, und Hauptdarsteller Alex Pettyfer verfügt über markante Gesichtszüge, aber null Charisma.“

„Unausgeglichene Mischung aus High-School-Romanze, Thriller, Horror- und Science-Fiction-Film, die ihre disparaten Elemente nie stimmig zusammenfügt. Zahlreiche Identifikationsangebote und Verweise auf bekannte Genremotive gehen im Trubel einer plakativen Inszenierung unter, die auf Spezialeffekte und Überwältigung setzt.“

## Veröffentlichung
Nachdem der Film in den USA bereits am 18. Februar 2011 gestartet war, kam er in Deutschland am 17. März 2011 in die Kinos. Bei einem Budget von 60 Mio. US-Dollar erspielte er weltweite Einnahmen von 150 Mio. US-Dollar, davon 55 Mio. US-Dollar in den USA.